# Eugène-Louis Escourre de Peluzat
Eugène-Louis Escourre de Peluzat est un homme politique français né et décédé à une date inconnue.
Avocat, il est député du tiers état aux États généraux de 1789 pour la sénéchaussée d'Agen. Il démissionne le 17 décembre 1789.

## Sources
- « Eugène-Louis Escourre de Peluzat », dans Adolphe Robert et Gaston Cougny, Dictionnaire des parlementaires français, Edgar Bourloton, 1889-1891 [détail de l’édition]